# 帝国大学令
帝国大学令（ていこくだいがくれい、旧字体：帝󠄁國大學令）は、戦前の日本（大日本帝国）に設置されていた高等教育機関のうち、帝国大学の基本的な事項を規定していた勅令。以下の2つが存在する。
- 帝国大学令（明治19年3月1日勅令第3号） - 1886年（明治19年）に制定された勅令。第一次帝国大学令。
- 帝国大学令（大正8年2月7日勅令第12号） - 第一次帝国大学令を全部改正して1918年（大正8年）に制定された勅令。第二次帝国大学令。1947年（昭和22年）に国立総合大学令（こくりつそうごうだいがくれい、旧字体：國立總合大學令）へ改題し、1949年（昭和24年）の国立学校設置法公布・施行により廃止。

## 概要
第1次伊藤内閣において教育関連の法制化が進み、文部大臣・森有礼の在任中に教育令に代わるものとして学校令が制定された。1886年（明治19年）3月から4月にかけて公布された一連の学校令は、予想される将来の調整や改定を踏まえて、種別の学校についての規定「各別ノ条例」が採用された。この各別の勅令（師範学校令・小学校令・中学校令・諸学校通則）のひとつが帝国大学令（明治19年3月1日勅令第3号）である。
工部省廃止の決定後、前年12月に工部大学校は文部省へ移管されていたが、この帝国大学令制定によって東京大学へ同校が吸収され、全国唯一の「帝国大学」となった。大学院と法科・医科・工科・文科・理科からなる5つの分科大学（長・教頭・教授・助教授によって組織）から構成され、これらをまとめる総長は勅任官とされた。1889年（明治22年）に農科を加えた6科となる。
1893年（明治26年）の改正では、職員について別個に帝国大学官制が定められて帝国大学令では新たに講座制や教授会の設置などが定められた。1897年（明治30年）の京都帝国大学設置以後は東京以外の帝国大学も適用対象となったが、「○○帝国大学に関する件」という勅令でそれらに対する個別の規定が定められた。
大学令公布に伴い全面改正が必要とされたために1919年（大正8年）に全部改正され（大正8年2月7日勅令第12号）、分科大学制は廃止されて学部から構成される総合大学へと移行された。
第二次世界大戦後の連合国軍占領下で民主化政策の一環として実施された学制改革の下、1947年（昭和22年）の「国立総合大学令」への改題を経て、1949年（昭和24年）に公布・施行された国立学校設置法により廃止された。

## 第一次帝国大学令
1886年（明治19年）3月2日に帝国大学令（明治19年3月1日勅令第3号）が公布、同年4月1日施行された。

### 内容
帝国大学の目的（第1条）
帝国大学の構成（第2-4条）
- 分科大学 - 修了時に卒業証書が授与される。
- 大学院 - 分科大学卒業者が進学し、修了時に学位が授与される。

帝国大学職員（第5-9条）
- 総長（勅任）
  - 帝国大学の秩序を保持する。
  - 帝国大学の状況を監視し改良の必要がある場合に、案を作って文部大臣に提出する。
  - 評議会の議長となり、議事を整理し、議事の顛末を文部大臣に報告する。
  - 法科大学長の職務を担当する。
- 評議官
  - 文部大臣により各分科大学の教授から各2名が評議官として選ばれ、必要に応じて帝国大学または文部省で評議会を開き、学科課程等に関して評議する。
  - 任期は5年。
- 書記官（奏任）
- 書記（判任）

分科大学の種類（第10条）
- 法科大学 - 法律学科と政治学科の2部
- 医科大学
- 工科大学
- 文科大学
- 理科大学

分科大学職員（第11-14条）
- 分科大学長（奏任）- 教授の中から選ばれ、帝国大学総長の命令の範囲内で主管科大学の事務を掌握する。
- 教頭（奏任）- 教授の中から選ばれ、教授・助教授の職務の監督と教室秩序の保持を担当する。
- 教授（奏任）
- 助教授（奏任）
- 舎監（奏任）
- 書記（判任）

### 一部改正
- 1890年（明治23年）
  - 「帝国大学令中改正ノ件」（明治23年勅令第93号）- 分科大学の種類に「農科大学」（農学科・林学科および獣医学科の3部）を加える。
  - 「帝国大学令中改正ノ件」（明治23年勅令第269号）
- 1892年（明治25年）- 「帝国大学令中改正ノ件」（明治25年勅令第75号）
- 1893年（明治26年）- 「帝国大学令中改正ノ件」（明治26年勅令第82号）

### 1893年改正の内容
1893年（明治26年）改正は第5条以下を全て改める大規模なものである。主に運営組織に関する規定が改められた一方で、職員の人事面については別に帝国大学官制（明治26年勅令第83号）が定められたため多くが省かれた。1893年9月11日施行。
- 評議会
  - 総長が召集し議長となる。評議会は、各分科大学長に加えて、分科大学ごとに教授の互選で1名が任期3年で選ばれる。
  - 審議事項は、学科の設置廃止、大学内部の制規、学位授与、さらに講座の種類などについての諮詢、高等教育に関して文部大臣への建議など。
- 教授会
  - 分科大学長が召集し議長となる。分科大学の教授からなり、必要に応じて助教授や嘱託講師も列席させることができる。
  - 審議事項は、学科課程、学生試験、学位授与資格の審査、そのほか諮詢事項
- 講座
  - 分科大学に設置され、教授（場合によって助教授・嘱託講師）にその担任をさせる。
  - 講座の種類と数は、別に「○○帝国大学……講座ニ関する件」などの件名で呼ばれる勅令で定められる。
- 教官
  - 教官は教授および助教授とし、必要により総長が講師を嘱託する。また名誉教授の名称を授与することができる。

## 第二次帝国大学令
帝国大学令（第一次）を全部改正する形で、1919年（大正8年）2月7日に公布、同年4月1日に施行された（大正8年2月7日勅令第12号）。

### 内容
新たに制定された大学令に準拠することから、目的や定義が除かれ、帝国大学一般の組織規定が主となっている。その内容は以下に挙げる点を除けば、1893年（明治26年）改正をほぼ踏襲している。
- 「分科大学」を「学部」と改める。
- 帝国大学は複数の学部を総合して構成するとし、その種類は別に「帝国大学及其ノ学部ニ関スル件」（大正8年勅令第13号）で定められる。
- 評議会の構成員は、各学部長に加えて、学部ごとに教授の互選で2名以内が任期3年で選ばれる。

### 改題
1947年（昭和22年）9月30日、帝国大学令が「国立総合大学令」に改題される（昭和22年9月30日政令第204号）。条文中の「帝国大学」は全て「国立総合大学」に変更された。
なお同時に帝国大学官制も「国立総合大学官制」へ改題し、内地に設置されていた7つの帝国大学は校名から「帝国」を除かれた。その結果、現在の国立大学と同じ校名になったが、依然として旧制大学である。

### 廃止
1949年（昭和24年）5月31日、国立学校設置法（昭和24年法律第150号）の公布・施行により国立総合大学令と国立総合大学官制が廃止される。旧制国立総合大学はそれぞれ所在の都道府県にあった他の旧制高等教育機関と合併して国立新制大学へ移行した。